# Elobey Chico
Elobey Chico (veraltet Eloby, auch deutsch: Klein-Elobi) ist eine 19 ha große, heute unbewohnte Insel unmittelbar vor der Küste des westafrikanischen Staates Äquatorialguinea. Die Insel liegt nahe der Mündung des Flusses Muni, weniger als 1300 Meter nordöstlich der Insel Elobey Grande.
Die Insel ist sehr flach, frei von Urwald, aber mit verwildertem
Gebüsch bestanden. Palmen finden sich reichlich, sonstige Pflanzen sind eher spärlich angesiedelt. Es gibt keine Trinkwasservorkommen. 
Elobey Chico war während der spanischen Kolonialherrschaft bewohnt und bildete als Sitz des Gouverneurs faktisch die Hauptstadt der auf dem afrikanischen Festland gelegenen Kolonial-Provinz Rio Muni (heute Mbini). 
Zu dieser Zeit besaß die Insel ein  Hospital, ein Gefängnis und eine katholische Kirche. Weiterhin existierten eine Dampferstation sowie zwei englische  Faktoreien und eine Niederlassung der deutschen Firma Woermann.
Gemeinsam mit dieser Insel bildet Elobey Chico die Inselgruppe Islas de Elobey.